# サターン・Sシリーズ

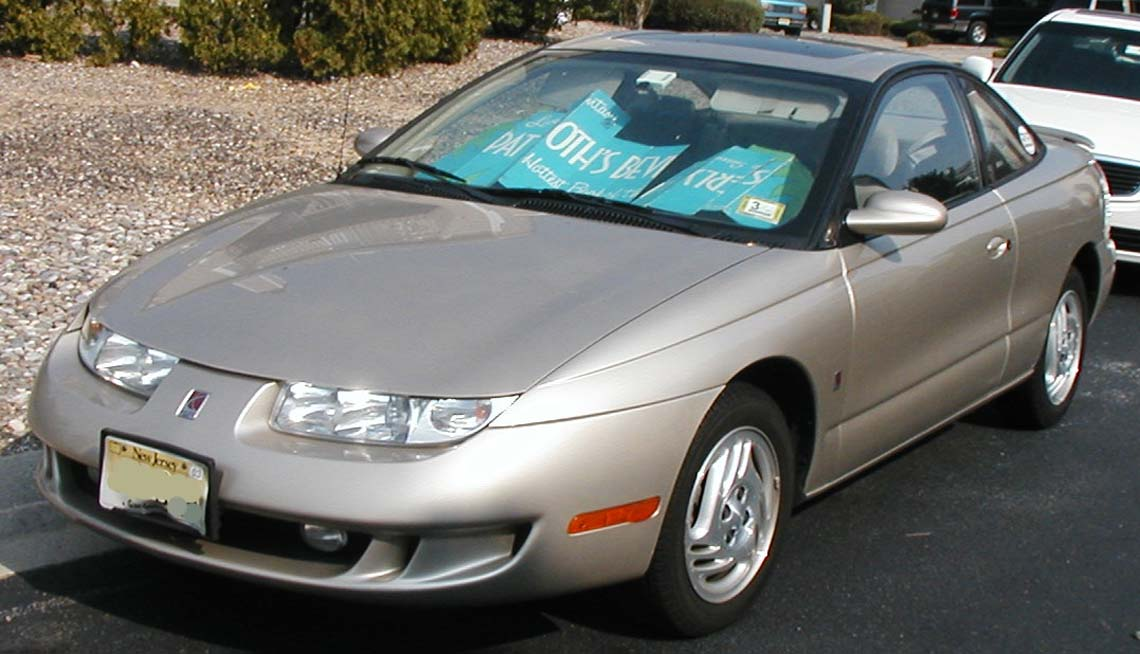
SC (2代目)

Sシリーズ（Saturn S-series）は、アメリカの自動車メーカーであるゼネラルモーターズ（GM）が、かつてサターンブランドで販売していた乗用車である。

## 概要
Sシリーズはサターンブランドの中核を担う存在として、当時小型車市場を座遷していた日本車や韓国車などに対抗するために企画された。クーペモデルのSC（スポーツ・クーペ）、セダンモデルのSL（セダン・レベル）、ステーションワゴンのSW（セダン・ワゴン）がラインナップされていた。
車体は新規専用設計となっており、サターンオリジナルの「Zプラットフォーム」を採用（後にポンティアックでも採用）。スペースフレーム構造でボディ外板に金属を用いず、ある程度の凹みであれば一定時間で復元する樹脂パネルを使用しているのが特徴である。また生産性も考慮されており、独自の設計思想が与えられていた。当時のアメリカ車としては破格の燃費の良さを誇っており、SCのMT車はEPAハイウェイテストで17km/Lの燃費を記録している。そのためアメリカでは大ヒットし、サターンの戦略の方向性を決定付けた。
日本へは2代目モデルが1997年から導入され、特にSC2に採用されていた観音開きドアは当時大きな話題となった。しかし日本での販売は芳しくなく、2001年に撤退している。
2003年までに生産終了となり、後継車種であるアイオンにその役目を引き継いだ。

## 初代（1990年 - 1996年）
1990年のデビュー当初のラインナップはSCとSLの2種類のみ。その後デトロイトショーでSWが発表され、翌1991年に販売が開始された。エンジンは直列4気筒SOHCが搭載され、5速MTまたは4速ATが組み合わされた。
1993年のマイナーチェンジでDOHC搭載モデルを追加。SOHC搭載モデルはSC1、SL1、SW1へと、DOHC搭載モデルはSC2、SL2、SW2へとそれぞれ名を変える。
1995年にはバンパーや外装の一部のデザインを変更したマイナーチェンジが行われた。

## 2代目（1996年 - 1999年）
1996年にSLとSWが、1997年にSCがそれぞれ登場。外観は先代のキープコンセプトであるが、シャシ以外のコンポーネントは大半が流用されず、新規設計に近いものとなっている。当初よりDOHCとSOHCがラインナップされており、ミッションは5速MTと4速ATが用意され、グレード名も先代を踏襲していた。
1999年モデル以降、SCには左側にのみ観音開きドアを装備したバリエーションが設けられた。これはクーペ特有の後部座席の乗降性の悪さを解消しようという試みで、後年のマツダ・RX-8では同様の構造を両側ドアに採用している。
日本では1997年4月よりDOHCモデルが正規で輸入され、それぞれSL2、SW2、SC2と名付けられた。ミッションはアメリカ本国と同様だったが、5速MTはSC2のみ標準で、SL2とSW2は受注生産だった。全モデルの標準装備として、運転席助手席エアバッグ、ABS、TCS、キーレスエントリー、電動格納ドアミラー、フィルムアンテナ、FM/AMカセット＋4スピーカーオーディオを備える。
- 国内販売モデルの年式による差異
  - リヤブレーキ

1997年式：ディスク
1998年式～：リーディング・トレーリング
- - マフラー形状

1997年式：平たい円筒形
1998年式～：湯たんぽ型

## 3代目（2000年 - 2003年）
2000年に登場。SCのみSL、SWより半年ほど遅れて発売されたため、モデルイヤーとしては2001年モデル以降となる。先代からのキープコンセプトでモデルチェンジしており、コンポーネントのほとんどを2代目から流用している。内外装には新素材のポリマーパネルを採用。内装も大幅に刷新され、標準的な2DINオーディオが専用アダプターなしで搭載可能になった。
日本仕様は全車AT車のみとなった。
2003年に生産終了。後継車はアイオン。